# بکبله
بکبله (به ترکی استانبولی: Bekbele) شهری است در کشور ترکیه که در استان ختای واقع شده‌است. جمعیت این شهر بر اساس سرشماری سال ۲۰۰۸ میلادی ۷٬۳۹۹ نفر و بر اساس برآوردهای سال ۲۰۰۹ میلادی ۷٬۳۱۶ نفر می‌باشد.